# هکتور فونت
خط هکتور (انگلیسی: Héctor Font؛ زادهٔ ۱۵ ژوئن ۱۹۸۴) بازیکن فوتبال اهل اسپانیا است.
از باشگاه‌هایی که در آن بازی کرده‌است می‌توان به باشگاه فوتبال هرکولس، باشگاه فوتبال لوگو، باشگاه فوتبال خرز، باشگاه فوتبال رکریتیوو اوئلوا، باشگاه فوتبال رئال وایادولید، باشگاه فوتبال رئال اویدو، باشگاه فوتبال اوساسونا، و باشگاه فوتبال ویارئال اشاره کرد.
وی همچنین در تیم‌های ملی فوتبال زیر ۱۶ سال اسپانیا و زیر ۲۱ سال اسپانیا بازی کرده‌است.